# 賀陽正憲
賀陽 正憲（かや まさのり、1959年（昭和34年）- ）は、日本の国家公務員。旧皇族の出身、賀陽宮第5代当主。

## 経歴
学習院大学法学部を卒業後、メーカー、信託銀行などに勤務し、この間、英国留学を経験する。2000年（平成12年）、国家公務員へ転職し、宮内庁式部職にて勤務。後に外務省に出向し、在デンマーク大使館一等書記官を経て、本省勤務し退職した。

## 人物
旧皇族の一つである賀陽宮家の出身。父・章憲は三男であったが、父の兄である邦寿、治憲に子がいなかったことから、2011年（平成23年）より、賀陽宮家の嫡流として、宮家の祭祀を継承（第5代）。また、旧皇族全体の構成員の中でも、最も嫡流になる見込みである（昭和22年10月の皇籍離脱直前の皇位継承順位で、賀陽宮家の順位は伏見宮、山階宮に続いており、両宮家は断絶もしくは断絶見込みであるため）。
妻との間に2男がいる。
今上天皇（徳仁親王）の三従兄で同学年にあたり、学習院では学友であった。一時は天皇の妹である清子内親王の結婚相手として取りざたされたこともあった。宮内庁在籍時は、当時皇太子であった親王の即位後は侍従に就任すると噂されたが、長い友人との上下関係ができてしまうことを親王が懸念したため、立ち消えになったといわれている。以降も、天皇とは家族ぐるみの付き合いを続けているといわれている。

## 系譜
| 正憲 | 父： 章憲王(賀陽宮） | 祖父： 恒憲王(賀陽宮） | 曾祖父： 邦憲王(賀陽宮） |
| 正憲 | 父： 章憲王(賀陽宮） | 祖父： 恒憲王(賀陽宮） | 曾祖母： 醍醐好子        |
| 正憲 | 父： 章憲王(賀陽宮） | 祖母： 敏子            | 曾祖父： 九条道実        |
| 正憲 | 父： 章憲王(賀陽宮） | 祖母： 敏子            | 曾祖母： 九条恵子        |
| 正憲 | 母：良子(旧姓:山本)  | 祖父：不詳             | 曾祖父：不詳             |
| 正憲 | 母：良子(旧姓:山本)  | 祖父：不詳             | 曾祖母:不詳              |
| 正憲 | 母：良子(旧姓:山本)  | 祖母:不詳              | 曾祖父:不詳              |
| 正憲 | 母：良子(旧姓:山本)  | 祖母:不詳              | 曾祖母：不詳             |

伏見宮邦家親王男系5世孫、北朝第3代崇光天皇の男系20世子孫にあたる。前述のように、男系の血筋を残しており、かつ旧皇族全体の中で嫡流であるため、2人の息子ともども、皇籍復帰の可能性が注目されている。